# 毒素性ショック症候群
毒素性ショック症候群またはトキシックショック症候群（どくそせいショックしょうこうぐん、英語: toxic shock syndrome、TSS）は、細菌性の毒素により引き起される疾患である。
症状には発熱、発疹、落屑、低血圧などがあげられる。これらの症状は乳房炎、骨髄炎、壊死性筋膜炎、肺炎などの根本にある特定の感染症に関係していることがある。
黄色ブドウ球菌を菌体とするものをtoxic shock syndromeとし、急速な進行を特徴とするA群溶連菌によるものをtoxic shock-like syndrome（TSLS）と区別することがある。後者はトキシックショック様症候群とも訳され、Streptococcal Toxic Shock-like Syndrome（またはsevere invasive streptococcal infection）として劇症型溶連菌感染症や劇症型溶血性レンサ球菌感染症とも呼ばれている（略称はTSLSのほかSTSSも用いる）。

## 概要
TSSは、化膿レンサ球菌または黄色ブドウ球菌のどちらかのタイプの細菌によるものである。TSS発症の根本的な機序は、浸潤性のレンサ球菌感染症または限局性のブドウ球菌感染症に感染している間に生産されるスーパー抗原が原因である。ブドウ球菌型TSSの危険因子には、非常に吸収性の高いタンポンの使用や幼児の皮膚病変などがあげられる。診断は通常、症状に基づきおこなわれる。
治療には抗生物質、膿瘍の切開と液排、さらに免疫グロブリンの点滴投与などである。レンサ球菌によるTSS患者には、外科手術による感染組織の迅速な除去が一般的に推奨されているが、必要性についての根拠は乏しい。外科的創傷面切除を遅らせることを勧める場合もある。TSSの全体的な死亡リスクはレンサ球菌性疾患で約50％、ブドウ球菌性疾患で5％である。発症から2日以内に死亡する可能性がある。 
米国では、レンサ球菌性TSSは年間100,000人あたり約3人に発生し、ブドウ球菌性TSSは年間100,000人あたり約0.5人に発生している。発展途上国ではより一般的に診られる疾患である。TSSが最初に解説されたのは1927年である。非常に吸水能及び含水能の高くウエットな状態が続くタンポンとの関連が高いため、これらの製品は販売されなくなった。

## TSSの歴史
トキシックショック症候群（TSS）は1978年にJames K. Toddによって命名された。ニューヨーク大学ランゴーン医療センターの臨床微生物学・免疫学部長であるフィリップ・M・チエルノ（Philip M. Tierno Jr.）は、1980年代初頭に、TSSの発症の背景にタンポンの存在があることを明らかにした。チエルノは、1978年により吸収性の高いタンポンが導入されたこと、およびタンポンを一晩着用することを推奨するメーカーの比較的最近の決定を、TSSの発生率の増加の原因とした。しかし、その後のメタ分析では、タンポンの吸収性と化学組成はTSSの発生率と直接相関していないが、酸素と二酸化炭素の含有量はより強く関連していることが明らかになった。
米国食品医薬品局は、タンポン使用時にTSSを発症するリスクを減らすために、以下のガイドラインを提案している：
- タンポン挿入時にはパッケージの指示に従う
- 自分にとって必要な、最も吸収性の低いものを選択する（吸収性のテストはFDAによって承認されている）
- タンポン使用のガイドラインと指示に従うこと（箱のラベルに記載されている）
- レーヨンではなく、綿や布製のタンポンを使用することを検討する
- タンポンは少なくとも6～8時間ごと、または必要に応じて頻繁に交換する
- タンポンとナプキンを交互に使う
- 夜間や就寝時のタンポン使用を避ける
- TSSなどタンポンに関連した健康リスクの警告表示に対する意識を高める（危険因子に気付いたらすぐにタンポンを取り外す）

イギリスとアメリカでは、タンポンに起因するTSSの症例は非常に稀である。チエルノの研究によると、すべてのコットン製のタンポンはTSSが発症しにくいという結果が出ている。これは、従来のコットン/レーヨンタンポンやナトラケア社の100%オーガニックコットンタンポンを含む20ブランドのタンポンを直接比較して行われた。実際、チエルノは、「結論から言うと、合成素材のタンポンではTSSが発生する可能性があるが、すべてコットン製のタンポンでは発生しないということだ」と述べている。

### 日本での現状
日本衛生材料工業連合会は、生理用品に同封されている説明書に記載されている内容を、忘れずに定期的に読むよう、以下の注意喚起をしている：
1. タンポンの挿入時と取り出すときは手を洗う
2. タンポンは、説明書に記載されている通り、定期的に交換する
3. 一度に2つ以上挿入しない
4. 夜寝る前には、新しいタンポンと交換し、朝起きたら取り除く
5. 生理期間の最後には、タンポンを取り除く

日本の最大手であるユニ・チャームは、TSSについて次のように掲載している：
- 使用前には、商品に添付されている説明書を必ず読み、使用上の注意事項を守って正しく使う
- 1回のタンポンの使用は8時間を超えない
- 使用に際して手指を清潔にし、長時間使用を避け、取り出し忘れない
- 産後8週間までと、出産後初めての生理時は、膣内の免疫機能が低下しているため、通常よりTSSになりやすいと考えられる
- TSSの初期症状があらわれた場合には、直ちに医療機関で治療を受ける